# 南部小波田テレビ中継局
南部小波田テレビ中継局（なんぶこなみだテレビちゅうけいきょく）は、青森県三戸郡南部町に置かれていたテレビ中継局である。

## 中継局概要

### アナログテレビ放送
| チャンネル 番号 | 放送局名       | 空中線 電力         | ERP                  | 偏波面   | 放送対象地域 | 放送区域 内世帯数 | 運用開始日      |
| --------------- | -------------- | ------------------- | -------------------- | -------- | ------------ | ----------------- | --------------- |
| 56              | ATV 青森テレビ | 映像100mW/ 音声25mW | 映像460mW/ 音声115mW | 水平偏波 | 青森県       | -                 | 1979年 11月19日 |
| 58              | RAB 青森放送   | 映像100mW/ 音声25mW | 映像460mW/ 音声115mW | 水平偏波 | 青森県       | -                 | 1979年 11月19日 |
| 60              | NHK 青森総合   | 映像100mW/ 音声25mW | 映像460mW/ 音声115mW | 水平偏波 | 青森県       | -                 | 1979年 11月19日 |
| 62              | NHK 青森教育   | 映像100mW/ 音声25mW | 映像460mW/ 音声115mW | 水平偏波 | 全国         | -                 | 1979年 11月19日 |

- 所在地： 南部町大向字経ヶ森
- 2011年7月24日をもってすべて廃止された。なお、青森朝日放送にはチャンネルが割り当てられていなかった。
- デジタルテレビ放送は、田子テレビ中継局や三戸南部テレビ中継局の放送エリアとなっている[3]。